# Saint-Georges-Buttavent
Saint-Georges-Buttavent ist eine französische Gemeinde mit 1.381 Einwohnern (Stand: 1. Januar 2022) im Département Mayenne in der Region Pays de la Loire. Sie gehört zum Arrondissement Mayenne und zum Kanton Mayenne.

## Lage
An der westlichen Gemeindegrenze verläuft das Flüsschen Anxure.
Nachbargemeinden sind Châtillon-sur-Colmont im Nordwesten, Oisseau im Nordosten, Parigné-sur-Braye und Saint-Baudelle im Osten, Contest im Südosten und Placé im Südwesten.

## Bevölkerungsentwicklung
| Jahr      | 1962 | 1968 | 1975 | 1982 | 1990 | 1999 | 2006 | 2019 |
| --------- | ---- | ---- | ---- | ---- | ---- | ---- | ---- | ---- |
| Einwohner | 1475 | 1394 | 1344 | 1358 | 1309 | 1391 | 1368 | 1412 |

## Sehenswürdigkeiten
- Abtei Fontaine-Daniel, Monument historique[1]
- Kirche Saint-Georges
- Kapelle Notre-Dame du Hec
- Kapelle (La Chapelle-au-Grain)

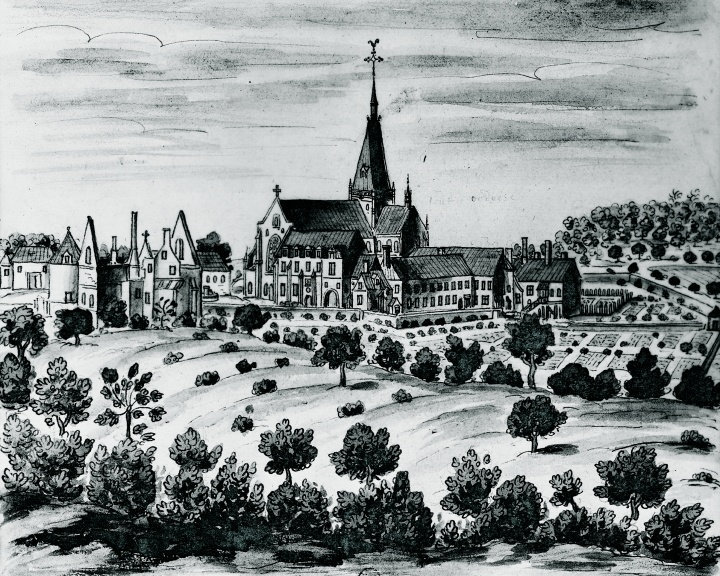
Die Abtei im Jahr 1806
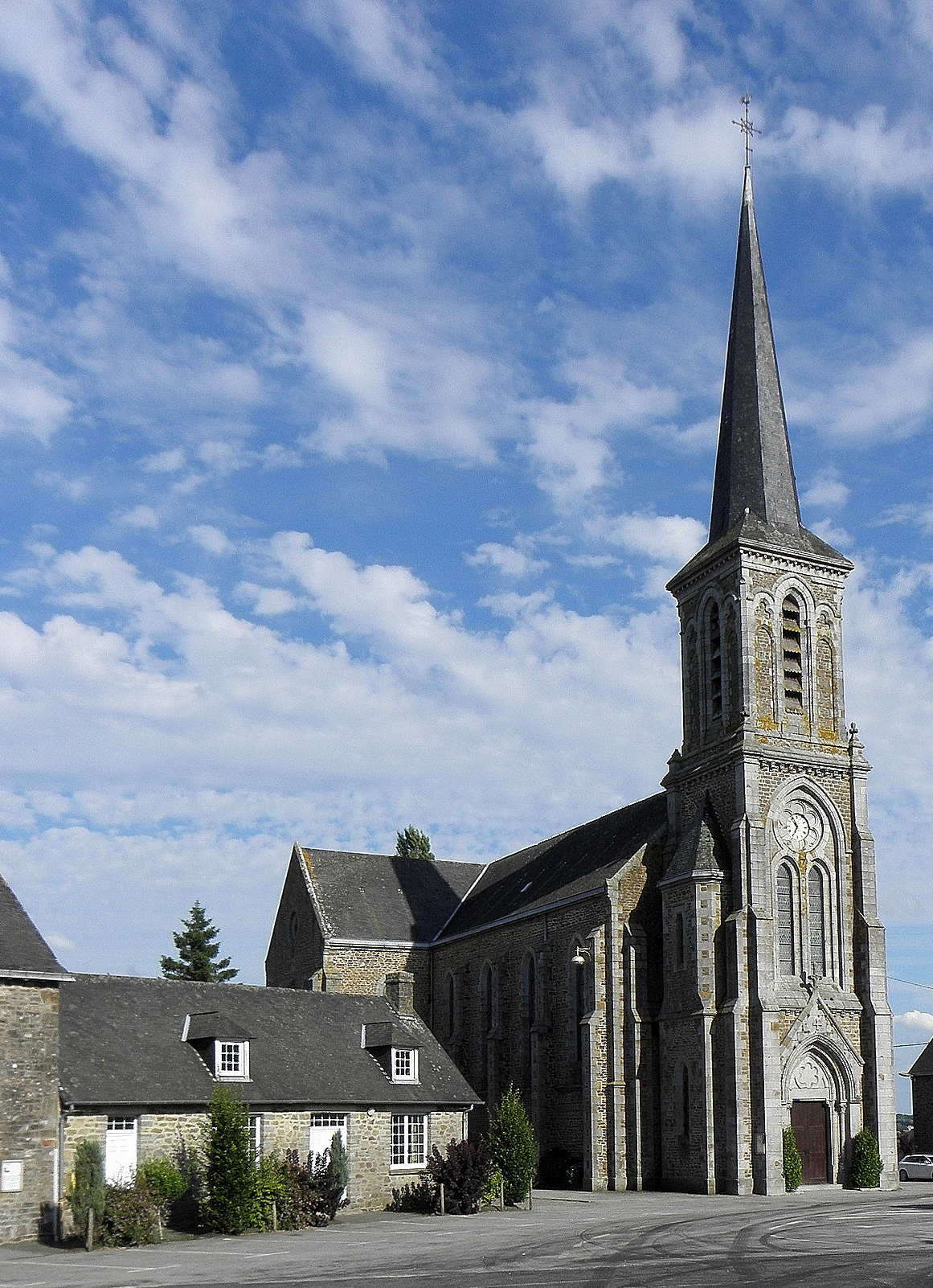
Kirche Saint-Georges
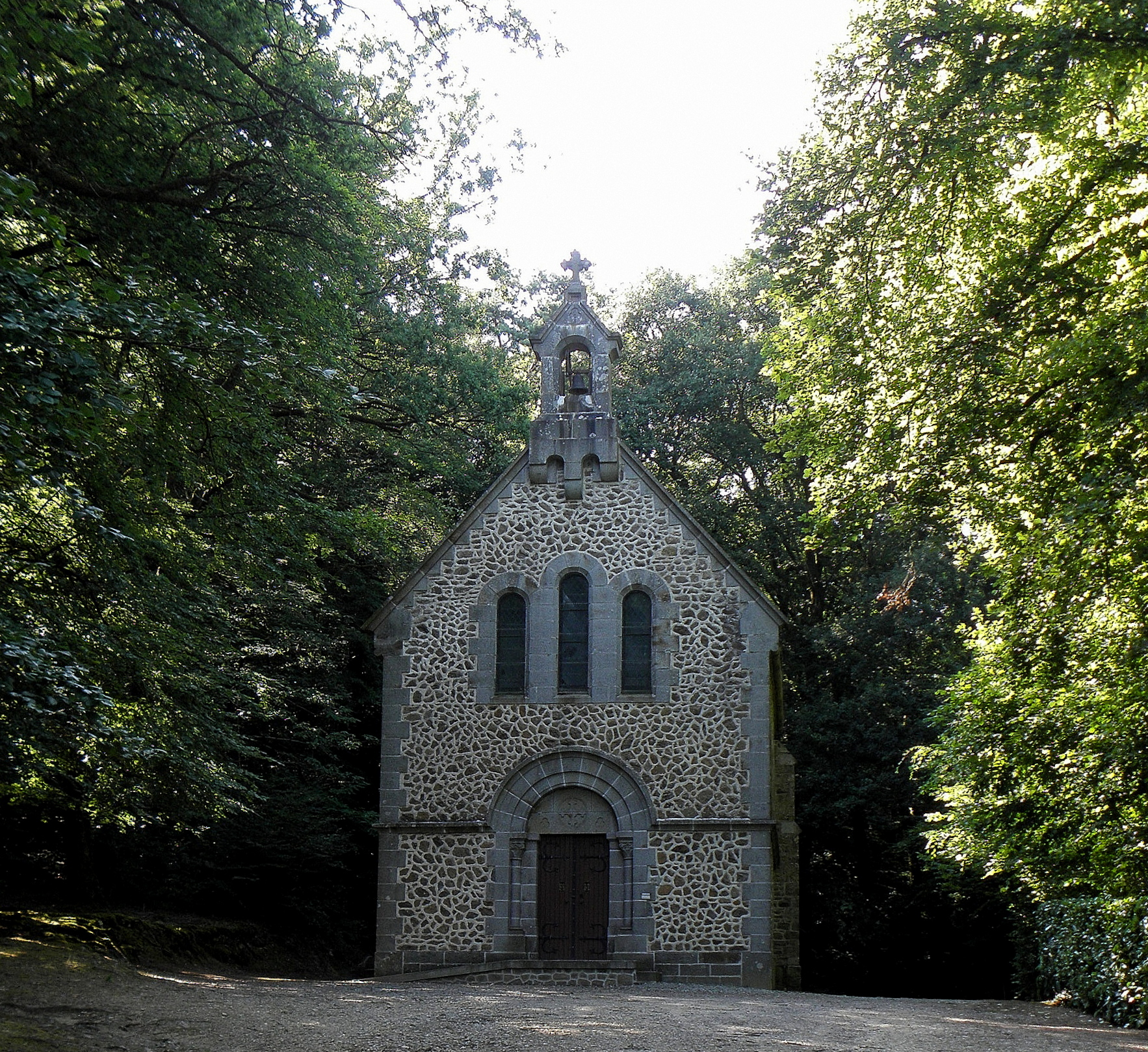
Kapelle Notre-Dame du Hec
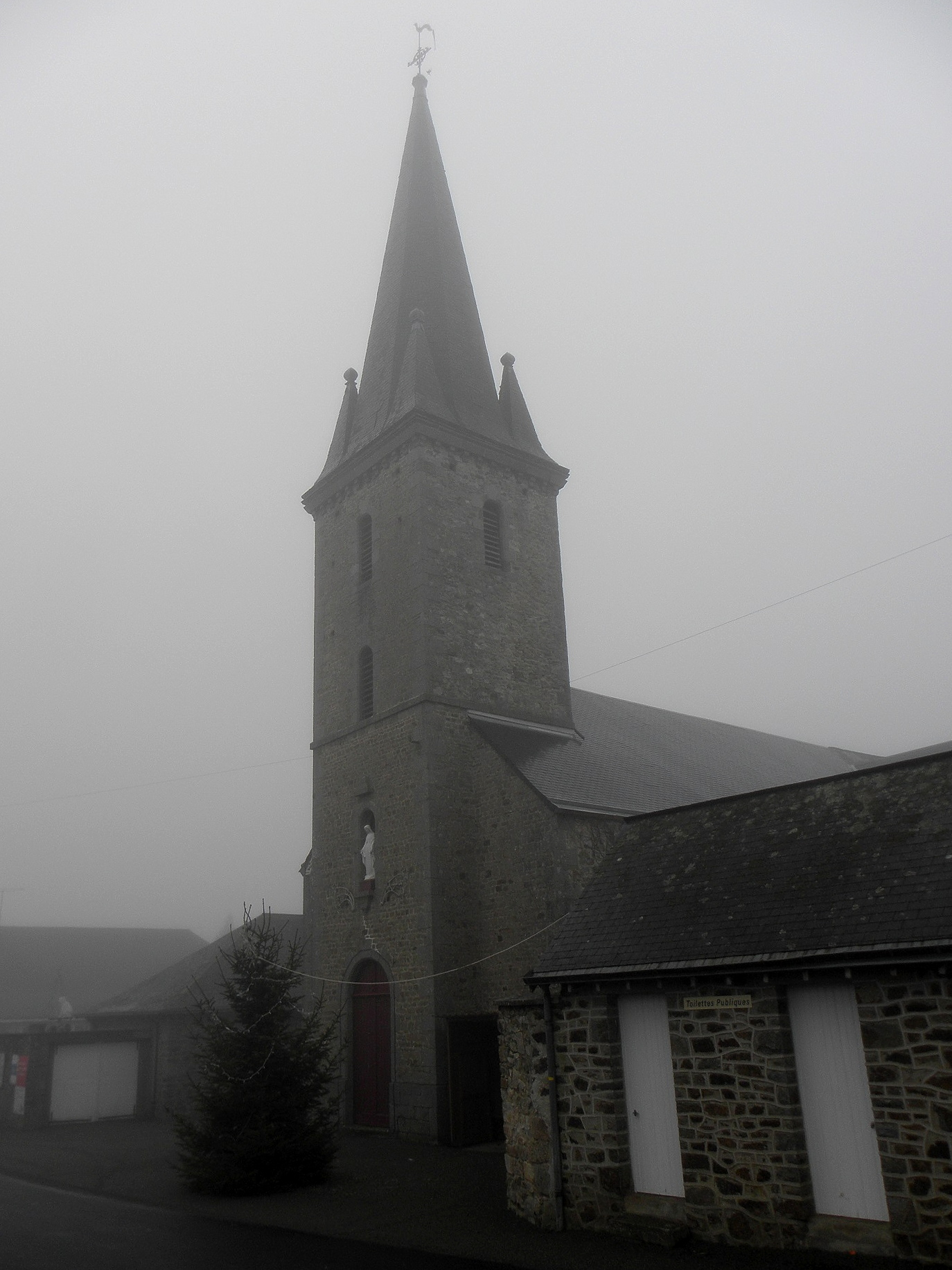
Chapelle-au-Grain